# Külsőrekecsin
Külsőrekecsin (románul: Fundu Răcăciuni) moldvai csángó falu Romániában, Bákó megyében.

## Fekvése
Rekecsin (Răcăciuni) településtől kissé északnyugatra, Klézsétől (Cleja) délre fekvő település.

## Leírása
A falu lakossága a moldvai csángó nyelvjárást beszéli, bár főleg a fiatalok között, egyre többen akadnak csak románul tudók. A helyiek nagy részben földművelésből élnek, anyagi helyzetük igen szerény. Külsőrekecsint személygépkocsival Rekecsin felől lehet megközelíteni. A település rendelkezik aszfaltúttal a központig. A főút jól járható személygépkocsival, de a többi úton csak nehézkesen, szekérrel vagy terepjáróval lehet közlekedni. A faluban a helyiek  lovakat nem tartanak, a szekér elé teheneket fognak.
A falut két területi részből állónak lehet tekinteni. A patakvölgyben helyezkedik el a tulajdonképpeni régi település. 1991-ben a faluban azonban volt egy árvíz, és a házukat vesztettek egy része a pataktól délre található hegyen építette fel új otthonát. Ez falurész a régi településnél jóval kisebb területű, és egy erdősáv választja el attól, s mára már önálló falu Dumbravén néven.
A falunak egy temploma van, ahol román nyelvű misét tartanak, ezen a falubeliek nagy része részt szokott venni. A mise ideje alatt a templomban és a templom előtt ruhával fedetlen vállal nem illendő tartózkodni, és nők esetén mindig fejkendőt szokás viselni.
A faluban jellegzetes, hogy többfelé találhatóak az állatok itatására szolgáló vályúk, melyeket csurgó vizek táplálnak. A faluban egyébként csak kevés családhoz van bevezetve a vízvezeték, a modern értelemben vett fürdőszobával, angol WC-vel pedig alig rendelkezik néhány család.
A faluban több vegyesbolt is van, élelmiszer – a falu méretéhez viszonyítva – viszonylag nagy választékban található.
Külsőrekecsin egyik közösségformáló helye a kultúrház. Itt hetente egyszer diszkót rendeznek a helyiek, gyakorlatilag erre használják a kicsiny épületet.
Külsőrekecsin közigazgatásilag Rekecsin községhez tartozik.

## Demográfia
- 2002-ben a hivatalos népszámláláson csak 51-en vallották magukat magyarnak, 136-an csángónak.
- 2011-ben a népszámláláson Rekecsin község 7006 lakosából 445 fő (6,35%) vallotta magát magyar anyanyelvűnek.[1]

## Nevezetességek
A faluban minden nyáron megrendezik a Külsőrekecsini Faluhetet, melynek szerves része a külsőrekecsini néptánc- és népzenei tábor. Ennek keretében a táncok és a dalok révén az ittlakók felelevenítik moldvai csángó kultúrájukat. A tábor messziről érkező résztvevőket is vonz.

## Lásd még
- Moldvai csángók